# Pacifigorgia agassizii
Pacifigorgia agassizii is een zachte koraalsoort uit de familie Gorgoniidae. De koraalsoort komt uit het geslacht Pacifigorgia. Pacifigorgia agassizii werd in 1864 voor het eerst wetenschappelijk beschreven door Verrill. 